# August Leskien

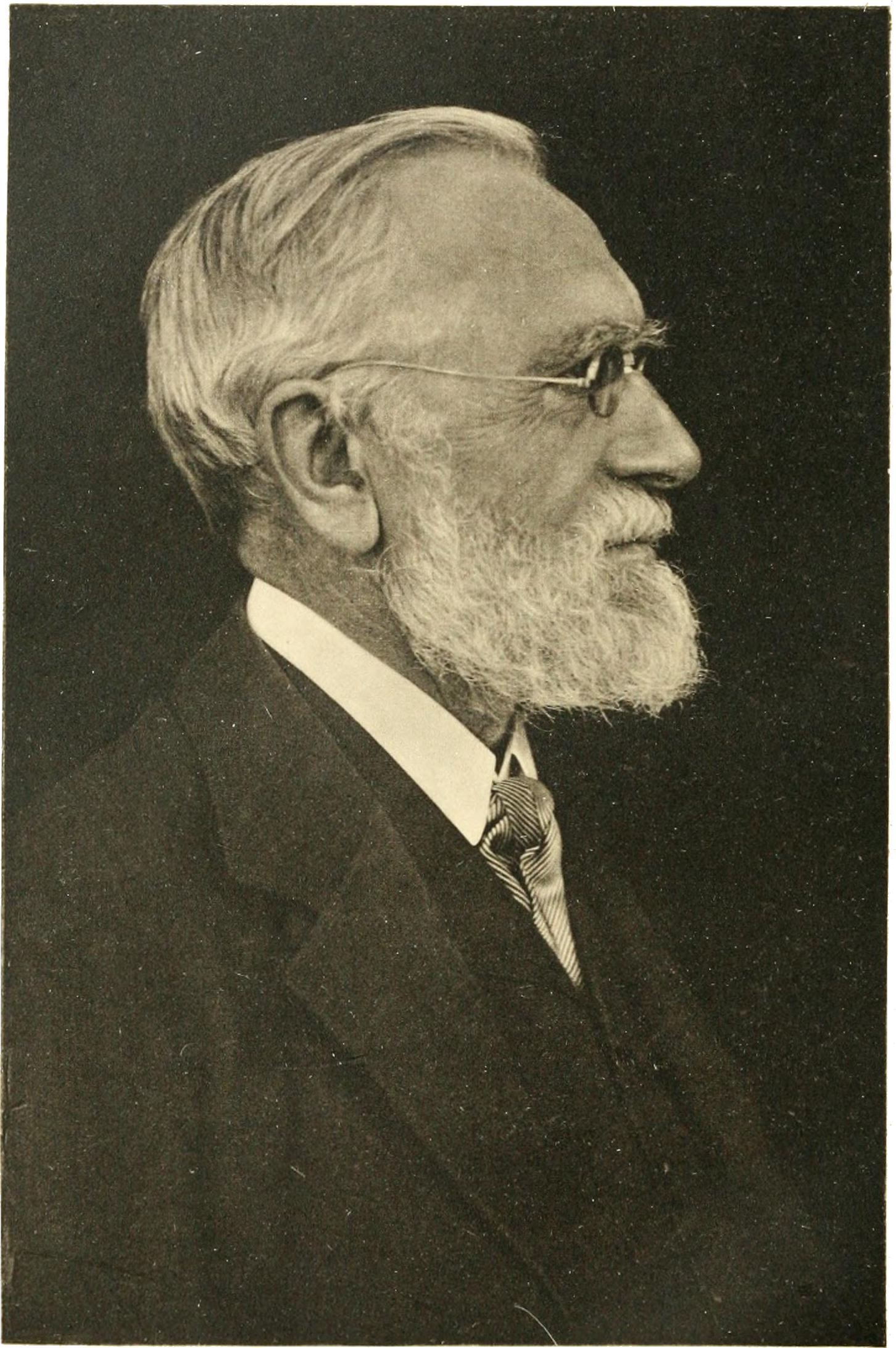
August Leskien (1913)

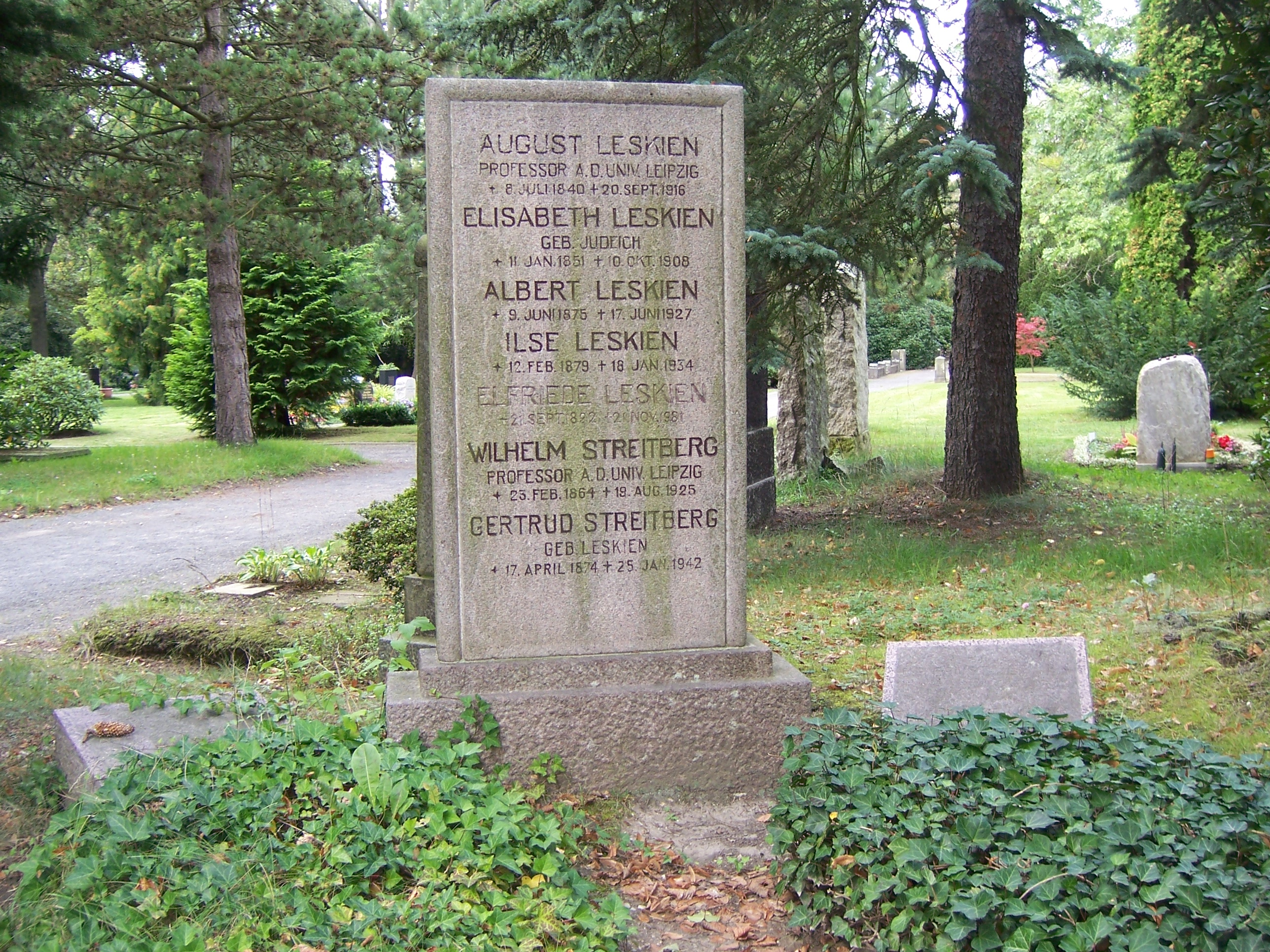
Grabstätte August Leskien auf dem Südfriedhof in Leipzig

Johann Heinrich August Leskien (* 8. Juli 1840 in Kiel; † 20. September 1916 in Leipzig) war ein deutscher Indogermanist und Slawist. Er gilt auf dem Gebiet der Indogermanistik als Begründer der sogenannten Leipziger Schule.

## Leben
Leskien studierte von 1860 bis 1864 Klassische Philologie in Kiel und Leipzig. Die Promotion zum Dr. phil. erfolgte 1864 ebenda.
Von 1864 bis 1866 unterrichtete er Latein und Griechisch an der Leipziger Thomasschule.
1866 begann er Studien der vergleichenden indogermanischen, baltischen und slawischen Sprachwissenschaft bei August Schleicher in Jena. 1867 erfolgte die Habilitation und der Wechsel an die Universität Göttingen als Privatdozent.
Bereits ein Jahr später, 1868, wurde er zum außerordentlichen Professor der vergleichenden Sprachkunde und des Sanskrit in Jena ernannt. Ab 1870 lehrte er als außerordentlicher Professor für Slawistik in Leipzig, wo er 1875 zum ordentlichen Mitglied der Königlich Sächsischen Gesellschaft der Wissenschaften gewählt wurde. Seine Ernennung zum Ordinarius erfolgte 1876. Er wurde Direktor des Indogermanischen Institutes ebenda.
1877 widmete Aleksander Brückner sein Buch Die Slavischen Lehnwörter im Litauischen seinem „hochvererten lerer August Leskien“. Weitere Sprachforscher haben ebenfalls von Leskien gelernt.
Leskien war einer der Mitbegründer der Junggrammatiker der Leipziger Schule. Er war als Theoretiker von der Ausnahmslosigkeit der Lautgesetze, dem wichtigsten Prinzip der Veränderung, überzeugt. Der Schwerpunkt seiner Forschungen war neben dem Südslawischen und dem Altbulgarischen das Litauische.

## Auszeichnungen
- Förderpreis der Bopp-Stiftung (1869)
- Ehrendoktor der Universität Kristiania[1]
- Korrespondierendes Mitglied der Russischen Akademie der Wissenschaften[2]
- Auswärtiges Mitglied der Bayerischen Akademie der Wissenschaften (1892)[3]
- Mitglied der Königlichen Gesellschaft der Wissenschaften in Uppsala (1914)
- Komtur II. Klasse des sächsischen Zivilverdienstordens
- Komtur II. Klasse des sächsischen Albrechts-Ordens
- Großoffizier des serbischen St.-Sava-Ordens[1]
- Sonderausstellung der Universitätsbibliothek Leipzig (Februar/März 2017)[4]

## Schriften
- (Hrsg. von) A. Schleicher: Laut- und Formenlere der polabischen Sprache. Russ. Akademie der Wissenschaften, St. Petersburg 1871; Textarchiv – Internet Archive.
- Die Declination im Slavisch-Litauischen und Germanischen. Preisschrift der Societas Jablonoviana. Leipzig 1876. (Digitalisat und Volltext im Deutschen Textarchiv)
- Handbuch der altbulgarischen (altkirchenslavischen) Sprache. H. Böhlau, Weimar 1871. Digitalisat. BSB München.
  - 2. völlig umgearbeitete Auflage. H. Böhlau, Weimar 1886; hdl:2027/hvd.hw2qhh, Textarchiv – Internet Archive, Textarchiv – Internet Archive.
  - 3. Auflage. H. Böhlaus Nachfolger, Weimar 1898; hdl:2027/uc1.$b593628, hdl:2027/uc1.32106009256253, archive.org.
  - 5. Auflage. H. Böhlaus Nachfolger, Weimar 1910; hdl:2027/pst.000057491400
  - 6. Auflage. C. Winter, Heidelberg 1922; hdl:2027/mdp.39015028012196
- Grammatik der altbulgarischen (altkirchenslavischen) Sprache. Heidelberg 1909; hdl:2027/uc1.$b593624, hdl:2027/mdp.39015027255275
- Grammatik der serbo-kroatischen Sprache. C. Winter, Heidelberg 1914; archive.org.
- Litauisches Lesebuch mit Grammatik und Wörterbuch. C. Winter, Heidelberg 1919 (=  H. Hirt, W. Streitberg [Hrsg.]: Idg. Bibliothek, 1. Abt., 1. Reihe: Grammatiken 12); hdl:2027/uc2.ark:/13960/t4wh2qt67, archive.org, archive.org.
- Tagebücher 1892–1916. Hrsg.: T. Fuchs, B. Staude. Dresden 2016 (= E. Bünz u. a. [Hrsg.]: Bausteine aus dem Institut für Sächsische Geschichte und Volkskunde, Band 36).